# Floribama Shore (temporada 2)
La segunda temporada de Floribama Shore, un programa de telerrealidad estadounidensecon sede en Mango de Florida, Florida,  empezó a transmitirse el 9 de julio de 2018, y concluyó el 7 de febrero de 2019 después de 26 episodios. Los miembros de reparto fueron los mismos que la serie anterior. También incluye filmaciones en Cabo, México.
Durante el rodaje, Aimee Hall fue arrestada tras golpear en el rostro a una mujer en un bar, lo que provocó que la producción no volviera a grabar el programa en Mango de Florida.

## Elenco
- Aimee Hall[4]
- Candace Rice[4]
- Codi Butts[4]
- Gus Smyrnios[4]
- Jeremiah Buoni[4]
- Kirk Medas[4]
- Kortni Gilson[4]
- Nilsa Prowant[4]

### Duración del Reparto
| Nombre   | Episodios | Episodios | Episodios | Episodios | Episodios | Episodios | Episodios | Episodios | Episodios | Episodios | Episodios | Episodios | Episodios | Episodios | Episodios | Episodios | Episodios | Episodios | Episodios | Episodios | Episodios | Episodios | Episodios | Episodios | Episodios | Episodios |
| Nombre   | 1         | 2         | 3         | 4         | 5         | 6         | 7         | 8         | 9         | 10        | 11        | 12        | 13        | 14        | 15        | 16        | 17        | 18        | 19        | 20        | 21        | 22        | 23        | 24        | 25        | 26        |
| Aimee    |           |           |           |           |           |           |           |           |           |           |           |           |           |           |           |           |           |           |           |           |           |           |           |           |           |           |
| Candace  |           |           |           |           |           |           |           |           |           |           |           |           |           |           |           |           |           |           |           |           |           |           |           |           |           |           |
| Codi     |           |           |           |           |           |           |           |           |           |           |           |           |           |           |           |           |           |           |           |           |           |           |           |           |           |           |
| Gus      |           |           |           |           |           |           |           |           |           |           |           |           |           |           |           |           |           |           |           |           |           |           |           |           |           |           |
| Jeremiah |           |           |           |           |           |           |           |           |           |           |           |           |           |           |           |           |           |           |           |           |           |           |           |           |           |           |
| Kirk     |           |           |           |           |           |           |           |           |           |           |           |           |           |           |           |           |           |           |           |           |           |           |           |           |           |           |
| Kortni   |           |           |           |           |           |           |           |           |           |           |           |           |           |           |           |           |           |           |           |           |           |           |           |           |           |           |
| Nilsa    |           |           |           |           |           |           |           |           |           |           |           |           |           |           |           |           |           |           |           |           |           |           |           |           |           |           |
| -------- | --------- | --------- | --------- | --------- | --------- | --------- | --------- | --------- | --------- | --------- | --------- | --------- | --------- | --------- | --------- | --------- | --------- | --------- | --------- | --------- | --------- | --------- | --------- | --------- | --------- | --------- |

Notas